# Aleksander Kozłowski
Aleksander Kozłowski (ur. w 1918, zm. 20 września 1995 w Izraelu) – polski historyk ruchu robotniczego. 

## Życiorys
Syn Chaima. Pracował w Instytucie Nauk Społecznych przy KC PZPR, szkolnictwie partyjnym oraz w Zakładzie Historii Partii przy KC PZPR. Po marcu 1968 roku został usunięty z pracy. Wyemigrował do Izraela. W latach siedemdziesiątych uzyskał stopień naukowy doktora na Uniwersytecie Telawiwskim na podstawie pracy pt. The Polish "Bund" in the First World War (1914–1918). 
Pochowany na Cmentarzu Yarkon w Tel Awiwie. 

## Wybrane publikacje
- Rewolucja 1905 roku w Królestwie Polskim (współautor: Henryk Mościcki), Warszawa: Towarzystwo Wiedzy Powszechnej 1954.
- Julian Marchlewski, Warszawa: Towarzystwo Wiedzy Powszechnej 1955.
- Rewolucja 1905–1907 roku na ziemiach polskich: materiały i studia (oprac.), Warszawa: Książka i Wiedza 1955.
- Warszawa w roku 1905 (współautor: Henryk Mościcki), Warszawa: Sztuka 1956.
- Pamiętnik X Pawilonu (współautor: Henryk Mościcki), Warszawa: Wydawnictwo Ministerstwa Obrony Narodowej 1958.
- Z rewolucyjnych dni: wspomnienia z lat 1904–1907 (oprac.), Warszawa: Państwowe Zakłady Wydawnictw Szkolnych, 1963.
- Za pięć dwunasta (red.), Warszawa: Książka i Wiedza 1966 (Wspomnienia więźniów obozów koncentracyjnych).
- ZSRR – pytania i odpowiedzi (tłum.), Warszawa: Książka i Wiedza – Moskwa: Nowosti 1965.